# 藤本蓮風
藤本 蓮風（ふじもと れんぷう、 1943年10月5日 - ）は、日本の鍼灸師。一般社団法人北辰会会長・日本伝統鍼灸学会の顧問・株式会社 藤本漢祥院 院長。

## 来歴・人物・略歴
島根県出雲市出身。
1965年 関西鍼灸柔整専門学校を卒業。鍼灸資格を取得。大阪府堺市にて独立。藤本漢祥院 開業。
1968年　大阪市立大学、医学部解剖学教室助教授藤原知博士に学問的薫陶を受けるとともに、東洋医学の研究会「大阪経絡学説研究会」の代表幹事となる。
1976年   「われわれの診断法」（東方会の「鍼灸医学」）の論文を掲載。
馬術を始める。
1978年～1986年開業するかたわら母校関西鍼灸柔整専門学校の講師となる
新中国の中医学を理論的基礎とし、そこに日本古来の鍼灸法の優れた点を融合させた治療を実践する。
1979年 大阪経絡学説研究会を辞し、有志と共に研究会(学術団体 一般社団法人 北辰会）を設立　同会代表
1991年11月藤本漢祥院が株式会社となる。
1992年 初診時に、問診・望診・聞診・脉診・舌診を行い、検討「証（西洋医学では診断名）立て」・「弁証論治（治療方針）」の後、少数穴による鍼灸治療法が確立される。
1993年 日本刺絡学会評議員となる。
1998年 日本伝統鍼灸学会参与、評議員となる。
1999年 森之宮医療学園特別講師。
2004年 第18回　間中賞受賞　『臓腑経絡学』
2008年〜2012年症例が東洋医学の専門誌「鍼灸ジャーナル」「北辰会・難病診療シリーズ」として掲載される。
2016年「2016年版 国民のための名医ランキング」〜いざという時の頼れる医師ガイド全国名医２７６人厳選〜 桜の花出版 
医師が名を連ねる中、鍼灸師でただ一人選出された。
2024年　現在に至るまでの患者数、延べ100万以上

### 受賞歴
2004年 第18回　間中賞受賞　『臓腑経絡学』
2022年　日本伝統鍼灸学会　創立五十周年記念賞　著作出版部門　会長特別賞受賞　『経穴解説　増補改訂新装版』

## 著書
1973年8月『伝統医学の諸問題』（共著）
『十二経絡図譜』（共著）
1977年1月 『弁釈鍼道秘訣集』藤本蓮風著 （自然社・現在の緑書房）
1978年4月『針灸舌診アトラス』（共著、自然社）
1984年3月 『図解／簡明鍼灸脈診法』（自然社）
1990年4月 『鍼灸医学における実践から理論へ パ－ト1』（たにぐち書店）
1993年10月 『鍼灸医学における実践から理論へ パ－ト２』（たにぐち書店）
『アレルギーは鍼で治せ』藤本蓮風著（双葉社）
2002年9月 『改訂増補版　胃の気の脈診』（森ノ宮医療学園出版部）
2003年6月 『臓腑経絡学』（藤本蓮風監修、藤本蓮風、奥村裕一、油谷真空主編、森ノ宮医療学園出版部）
2004年1月 『鍼灸医学における実践から理論へ　パート3』（たにぐち書店）
2007年12月 『藤本蓮風　経穴解説』（メディカルユーコン）
『鍼灸医学における実践から理論へ パート４』（たにぐち書店）
2008年8月31日 『アレルギーは鍼で治す！』（森ノ宮医療学園出版部）
2009年6月1日 『鍼の力～知って得する東洋医学の知恵～』（緑書房）
2009年11月 『鍼1本で病気がよくなる』（PHP研究所）
2010年3月10日 『東洋医学の宇宙』（緑書房）
2011年6月28日 『鍼狂人の独り言』（メディカルユーコン）
2012年7月15日 『数倍生きる』（探究社）
2012年8月1日 『鍼灸臨床能力 北辰会方式 【理論篇】』（藤本蓮風 監修 会内発）
2012年8月20日 『体表観察学』（緑書房）
2013年6月 『経穴解説』増補改訂新装版（メディカルユーコン）
2014年8月 『臨床というもの』（たにぐち書店）
2019年9月 『筆跡にみる心の壁』（たにぐち書店）
　　　　　『舌鑑弁正 訳釈』（共著、たにぐち書店）
2024年7月29日　『Dr.に知っておいて欲しい東洋医学の常識』（HAYATEメディカル）